# Космос (язык)
Ко́смос (нем. Kosmos) — проект международного вспомогательного языка Евгения Лауды (Eugene Lauda, Berlin, 1888). Представляет собой упрощённый латинский язык.
Латинские слова берутся в их неизмененной форме именительного падежа единственного или множественного числа: via, divitiae, castra и т. д. Грамматические отношения выражаются с помощью артикля. Для единственного числа:
- ta — именительный падеж;
- tio — родительный падеж;
- te — дательный падеж.
- tan — винительный падеж.

Примеры: ta mensa (стол), tio mensa (стола), te mensa, tan mensa.
Во множественном числе прибавляется s: tas mensa, tios mensa и т. д.
Спряжение напоминает индоевропейское; настоящее время: amómi (люблю), amósi (любишь), amóti (любить), множественное число amòmis, amosis, amòtis; прошедшее время: amùmi, amusi, amuti, amumis, amusis, amutis; будущее amámi и т. д.
Таким образом грамматика космоса отличается известной простотой и наглядностью, но звуковая его система мало годится для всеобщего употребления. Так, Лауда отличает ä от e, вводит смешанные и непрочные, a также малораспространённые гласные ö, ü и дифтонги ae, oe, au, eu, ai, ui и т. д. Впрочем, от некоторых других авторов подобных проектов Лауда отличается в хорошую сторону наличием филологического образования.